# خطوات الشيطان (برنامج ديني)
خطوات الشيطان هو برنامج دعوي ديني يقوم بتقديمه معز مسعود ويعتمد على تقديم خطوات ونصائح في مواجهة الإنسان لوساوس الشيطان.
حيث يتناول البرنامج القصص و المواقف المتكررة لمواجهة الإنسان للشيطان في حياته اليومية وكيف يتغلب على تلك المواجهات المعتادة من خلال القرآن الكريم والأحاديث النبوية الشريفة.
البرنامج فكرة و رؤية معز مسعود الذي يحاول من خلال حلقات البرنامج مساعدة الناس إلى الوصول إلى الطريق الصحيح في مواجهة وساوس الشيطان.
ويتناول البرنامج قصص مختلفة عن الدين وعلاقته بالحياة وكيفية مواجهة الشباب للمشاكل التي توجهم في الحياة من منظور الدين و بعدها حضر للجزء الثاني منه.